# 1905 en Suisse
Chronologie de la Suisse
- 1901
- 1902
- 1903
- 1904
- 1905
- 1906
- 1907
- 1908
- 1909

Chronologie de la Suisse
1904 en Suisse - 1905 en Suisse - 1906 en Suisse

## Gouvernement au1erjanvier 1905
- Conseil Fédéral[1]
  - Marc-Emile Ruchet (PRD), président de la Confédération
  - Ludwig Forrer (PRD), vice-président de la Confédération
  - Eduard Müller (PRD)
  - Ernst Brenner (PRD)
  - Adolf Deucher (PRD)
  - Robert Comtesse (PRD)
  - Joseph Zemp (PDC)

## Évènements
Dimanche 12 février 
- Au Parc des Princes à Paris, l’équipe de Suisse de football perd contre la France le premier match de son existence par 1 but à 0.

 Mardi 7 mars 
- Premier Carnaval de Bulle (FR).

 Dimanche 19 mars 
- Votations fédérales. Le peuple approuve, par 199 187 oui (70,4 %) contre 83 935 non (29,6 %), la révision constitutionnelle relative à l’extension de la protection des inventions.

 Vendredi 31 mars 
- Le Conseil national approuve la loi sur le travail du samedi. Les samedis et veilles de fêtes, le temps de travail ne doit pas dépasser 9 heures et ne pas se prolonger au-delà de 17 heures.

 Samedi 29 avril 
- Premier Salon de l’automobile à Genève, sous le nom d’Exposition nationale suisse de l'automobile et du cycle.

 Dimanche 7 mai 
- Élections cantonales à Bâle-Ville. Eugen Wullschleger (PSS), Heinrich David (PRD), Richard Zutt (PRD), Albert Burckhardt-Finsler (PRD), Hans Burckhardt-Fetscherin (PRD), Isaak Iselin (PRD) et Heinrich Reese (PRD) sont élus au Conseil d’Etat lors du 1er tour de scrutin.

 Jeudi 25 mai 
- Mise en place, dans le canton de Soleure, d’une Commission pour la protection de la nature, la première de Suisse.

 Mardi 27 juin 
- Le Conseil national approuve la loi sur la Banque nationale.

 Jeudi 14 juillet 
- Inauguration officielle de la route carrossable du Grand-Saint-Bernard.

 Mardi 19 juillet 
- Inauguration du pont Chauderon à Lausanne.

 Mardi 25 juillet 
- Inauguration d’un nouveau tronçon du Chemin de fer de la Jungfrau entre la Paroi de l’Eiger et la Mer de glace.

 Vendredi 4 août 
- Début de la 7e Fête des vignerons à Vevey (VD).

 Mercredi 6 septembre 
- La troupe intervient pour mettre fin à une grève des fondeurs à Rorschach (SG).

 Mardi 19 septembre 
- Ouverture à Lucerne, du XIVe Congrès universel de la paix.

 Dimanche 1er octobre 
- Parution du premier indicateur officiel des chemins-de-fer.

 Dimanche 29 octobre 
- Élections au Conseil national. Le verdict des urnes conduit à la répartition suivante des sièges de la Chambre basse : 102 radicaux  (+2), 35 conservateurs catholiquesPDC (-1), 18 libéraux (-2), 7 socialistes (-4) et 5 sans parti.

 Jeudi 2 novembre 
- Décès à Wurtzbourg (Allemagne), à l’âge de 88 ans, de l’anatomiste Albert Kölliker.

 Samedi 11 novembre 
- Inauguration du Mittlere Rheinbrücke, un pont qui franchit le Rhin à Bâle.

 Jeudi 16 novembre 
- Première séance, à Lucerne, de la Conférence des directeurs des départements cantonaux de justice et police.

 Mardi 21 novembre 
- Création à Zurich de la Fondation Schiller dans le but de récompenser les écrivains des quatre régions linguistiques.

 Dimanche 3 décembre 
- À la suite d’une explosion dans un immeuble à Genève, la police découvre un atelier de fabrication artisanale de bombes et de faux cachets.

## Décès
- 5 janvier : Rudolf Koller, peintre, auteur de La diligence du GothardDécès à Zurich, à l’âge de 76 ans.
- 7 janvier : Paul Ceresole, ancien conseiller fédéral (PRD, VD), à Lausanne, à l’âge de 72 ans.
- 17 janvier : Marc Thury, botaniste, à Genève, à l’âge de 82 ans.
- 18 janvier : Constant Borgeaud, colonel et bibliothécaire cantonal à Lausanne, à Céligny (GE), à l’âge de 85 ans.
- 20 février : Henri de Saussure, entomologiste et minéralogiste, à Genthod (GE), à l’âge de 75 ans.
- 29 avril : Hermann Kümmerly, cartographe, à Saint-Moritz (GR), à l’âge de 48 ans.
- 25 juin : Walter Biolley, ancien rédacteur en chef de La Sentinelle, à Corcelles-Cormondrèche (NE), à l’âge de 39 ans.
- 6 octobre : Charles Brown, ingénieur, constructeur de locomotives à vapeur, à Bâle, à l’âge de 78 ans.